# Papieski Wydział Teologiczny i Papieski Instytut Duchowości Teresianum
Papieski Wydział Teologiczny im. Św. Teresy od Jezusa i św. Jana od Krzyża – uczelnia kościelna założona 16 lipca 1935 roku przez OO. Karmelitów Bosych, mieszcząca się w Rzymie przy via San Pancrazio 5A. W 1957 uczelnia zyskała wyjątkowe znaczenie w świecie, gdy utworzono Papieski Instytut Duchowości Teresianum, który swym autorytetem w dziedzinie teologii duchowości oddziałuje na cały Kościół. Prowadzi studia doktoranckie ze specjalizacją z teologii duchowości i antropologii teologicznej oraz studia podyplomowe.
Do znanych absolwentów uczelni należy osobisty sekretarz papieża Franciszka, ks. Alfred Xuereb, który w 1989 obronił tam doktorat z teologii oraz polski teolog duchowości małżeńskiej, o. prof. Kazimierz Lubowicki OMI, prorektor Papieskiego Wydziału Teologicznego we Wrocławiu, który obronił tam doktorat w 1990 roku.
Profesorem na Teresianum jest m.in. Polak o. Bazyli Degórski.